# Pipin Ferreras
Francisco Ferreras Rodriguez, meglio noto con lo pseudonimo di "Pipín" (Matanzas, 18 gennaio 1962), è un apneista cubano, annoverato tra i migliori specialisti di tutti i tempi. È conosciuto per essere stato il primo uomo ad essere sceso a una profondità di -171 metri in assetto variabile no limit (NLT).

## Biografia
Francisco Ferreras, conosciuto con lo pseudonimo di Pipín assegnatogli durante la sua infanzia, nacque il 18 gennaio 1962 in una grande casa costruita sul promontorio della baia di Matanzas, un piccolo villaggio sulla costa settentrionale dell'isola di Cuba.
Dichiarò di aver imparato a nuotare ancor prima di camminare, solamente ad otto mesi riusciva, infatti, già a galleggiare. Fino all'età di cinque anni il suo gioco preferito era la pesca subacquea in apnea che imparò grazie all'insegnamento di un cordiale vicino rimasto colpito dalla sua abilità natatoria. Successivamente, nell'età adolescenziale, la caccia subacquea divenne un'attività molto redditizia e con il suo socio, nonché il migliore amico Tata Lanza, riuscivano a scendere a profondità incredibili, poiché spinti dalla voglia di pescare pesci sempre più grossi.
Nel frattempo, Pipín venne iscritto dalla madre al collegio di Varadero, gestito dal ministero dello Sport e che aveva lo scopo di sfornare atleti per umiliare i paesi capitalisti con una medaglia d'oro alle Olimpiadi.  In quegli anni perfezionò le sue capacità natatorie e partecipò ai campionati nazionali dove vinse per due anni nelle specialità di stile libero e farfalla. Entrò successivamente in nazionale con la quale partecipò per due volte ai campionati europei di nuoto. Al giovane e ribelle Pipín, tuttavia, essere costretto ad imparare a memoria la dottrina Marxista-leninista e a dichiarare la sua fedeltà alla causa del paese non piaceva e così cominciò a marinare sempre più la scuola per andare a fare quello che gli piaceva di più: la pesca subacquea con il suo socio. Insieme parteciparono a numerose gare di pesca subacquea, ed in una di queste riuscirono a pescare duecentosettantadue chili di pesce in cinque ore di tempo, facendosi notare dalla nazionale cubana di pesca subacquea. Francisco incominciò, così, a frequentare gli atleti della nazionale mettendosi in mostra per le sue incredibili abilità ed imparando nuove tecniche. Diventò, in seguito, socio con uno di questi, “El Ronco”. I due, tutte le mattine all'alba andavano a pescare e a mezzogiorno tornavano carichi di pesce, che poi vendevano al mercato nero.
Nel 1982, quando Pipín aveva vent'anni, arrivò a cuba un fotografo italiano che chiese al ragazzo di fargli da guida per cinquanta dollari. I due diventarono amici e Vincenzo, il fotografo italiano, introdusse a Ferreras l'apnea a livello sportivo. Nei mesi successivi arrivarono pacchi dall'Italia contenenti riviste di apnea che appassionavano sempre più Pipín.
Nel 1987 iniziò finalmente la vera carriera del ragazzo cubano. Egli seppe che il governo intendeva aprire un albergo a Cayo Largo del Sur, e che nel programma era inclusa anche una gara subacquea. Era l'occasione giusta per lui, e seppe sfruttarla: in meno di due minuti stabilì il nuovo record mondiale di 67 metri in assetto costante. Entrò così a far parte della piazza internazionale dell'apnea, e giornalisti di tutta Europa cominciarono a citarlo in riviste importanti. Anche il governo cubano, che in precedenza considerava l'apnea come uno sport di poco conto, incominciò a prendere sul serio l'atleta, offrendogli un lavoro al centro immersioni El Pelicano, all'albergo di Cayo Largo dove si era esibito. Il record del 1987 fu il primo dei 21 record che Pipín stabilirà durante l'intera durata della sua carriera.
Da quel momento trascorse vario tempo in Italia, concedendo anche diverse interviste sulla sua attività; nel 1990, fu presente al Centro di produzione Rai di Torino per gli approfondimenti sul tema de "I polmoni" per la trasmissione La macchina meravigliosa, condotta da Piero Angela. In seguito, approdò in Florida, negli Stati Uniti. Durante gli anni Novanta stabilì una lunga serie di record mondiali, spesso in contrapposizione a quelli dell’italiano Umberto Pelizzari, fino a raggiungere, nel 2000, la profondità di 162 metri, superando così Pelizzari di 12 metri. Nel 2001 La rivalità tra Pipín e Umberto divenne argomento della produzione IMAX Ocean Men: Extreme Dive, diretta dal fotografo subacqueo Bob Talbot. Nel 1996 Pipín fondò l’associazione sportiva IAFD (International Association of Freedivers) in contrapposizione diretta con l’organizzazione AIDA. L'associazione verrà chiusa nel 2004.

### Relazione con Audrey Mestre
Nel 1996 Pipín, già sposato due volte e con una figlia, conobbe la francese naturalizzata messicana Audrey Mestre a Cabo San Lucas, una località all'estrema punta della penisola della Baja California, dove si trovava per portare a -130 metri il record mondiale di immersione in assetto variabile assoluto No Limit. I due si conobbero nelle settimane che precedono l'immersione, quando Audrey Mestre, all'epoca studentessa di biologia marina all'università di La Paz, Baja California, volle incontrare Pipín per fargli qualche domanda. Nel 1999 si sposarono, e divennero in poco tempo la coppia dei record nell’ambito del mondo dell’apnea.
A fianco di Pipín, Audrey conobbe, infatti, l'apnea agonistica, diventando in breve un'atleta di livello mondiale: nel 2000 stabilì il suo primo record di -125 metri nella specialità No Limit. Nei seguenti anni scese poi a -130 e -166, rimanendo sempre al fianco del marito Pipín Ferreras.

### La morte di Audrey Mestre
Il 12 ottobre del 2002, Audrey Mestre morì in un incidente nelle acque di Bayahibe, Repubblica Dominicana, durante il tentativo di superare il record mondiale in assetto No Limit stabilito da Tanya Streeter con -160 metri pochi mesi prima. In seguito all’incidente molte critiche furono rivolte a Ferreras, accusato di aver affrettato la preparazione dell’evento e anticipato la data dell’immersione: quel giorno lo staff di sommozzatori era limitato, non era presente alcun dottore né equipaggiamenti di sicurezza.
Ferreras raccontò la sua versione dei fatti nel suo libro intitolato The Dive: A Story of Love and Obsession, (Nel blu profondo: una storia di amore e ossessione), in collaborazione con Linda Robertson, edito da Mondadori nel 2005 (ISBN 88-04-53013-8), che divenne un bestseller internazionale.
Anche Carlos Serra, stretto collaboratore di Pipín Ferreras durante gli anni che precedettero l'incidente di Audrey, scrisse nel 2006 un libro intitolato The Last Attempt (disponibile solo in lingua inglese), nel quale raccontò la sua versione dei fatti completamente in disaccordo con quella di Pipín.
Un anno dopo la morte di Audrey Mestre, Ferreras portò a compimento il record tentato dalla moglie raggiungendo la profondità di -171 metri, in un'immersione commemorativa NLT il 12.10.2003 a Los Cabos Bay (Messico).

### Relazione con Nina Ferreras
Dieci anni dopo la morte di Mestre, nel 2012, Pipín sposò la canadese Juscelina Melo, conosciuta nell'ambiente delle immersioni come Nina Ferreras.

## The Dive
James Cameron acquisì i diritti del libro di Ferreras The Dive: A Story of Love and Obsession per produrre un film. Nel 2015 venne annunciato che la regia sarebbe stata affidata a Francis Lawrence, mentre l'attrice Jennifer Lawrence avrebbe interpretato il ruolo di Audrey. L'uscita era prevista per il 2017, ma le riprese non sono mai iniziate, sembra che James Cameron abbia rinunciato a causa dei pesanti sospetti di omicidio volontario nei confronti di Ferreras.

## No Limits
No Limits è un film-documentario del 2013 prodotto dalla ESPN Films - Nine for IX (casa di produzione statunitense specializzata in film e documentari), scritto e diretto da Alison Ellwood (regista e produttrice australiana) che illustra lo sport estremo delle immersioni AIDA NLT (No Limit) con un'intervista alla campionessa Tanya Streeter, la storia, fin dai primi anni di età, di Audrey Mestre e del marito Pipin Ferreras, il rapporto di coppia tra i due e la gestione dell'immersione fatale della moglie. Questo documentario è disponibile solamente in lingua inglese sulla piattaforma web YouTube., e in DVD (Edizione Stati Uniti) UPC 825452511351 - ASIN:  B00E0AEOZI.

## Senza limiti
Senza limiti (Sous Emprise) è un film del 2022 diretto da David M. Rosenthal, ispirato alle tragiche vicende che videro la morte di Audrey Mestre. Il film è stato ampiamente criticato dallo stesso Pipin, che sembra aver fatto causa per diffamazione a Netflix, che lo distribuisce sulla sua piattaforma dal 9 settembre 2022 , poiché secondo il campione di apnea cubano, nella pellicola la loro relazione è dipinta come abusiva e violenta.

Singolare il fatto che venga espressamente indicato all'inizio che il film è "ispirato a fatti realmente accaduti", mentre alla fine compare la scritta: "In memoria di Audrey Mestre" con foto della stessa e poi la solita precisazione: "Ogni riferimento a fatti o persone è puramente casuale".

## Primati stabiliti
CWT - Assetto costante (discesa e risalita senza ausili)
- 1987 - 67
- 1988 - 69

VWT - Assetto variabile regolamentato (discesa con zavorra da 30 kg e risalita a braccia)
- 1990 - 92
- 1993 - 96

NLT (No Limit) - Assetto variabile assoluto (discesa con zavorra dal peso libero e risalita con pallone)
- 1989 - 112
- 1991 - 115
- 1992 - 120
- 1993 - 125
- 1994 - 126
- 1996 - 128
- 1997 - 130
- 1997 - 133
- 2000 - 162
- 2003 - 171

L’ultimo record di Pipín risale al 2003, alla profondità di 171 metri. Da quel momento in poi si rifiutò di ritentare alcun record o scendere ulteriormente, decise che voleva raggiungere quell’esatta profondità per onorare la moglie. Si raccolse quindi in un periodo di lutto.